# Scopula rufotinctata
Scopula rufotinctata là một loài bướm đêm trong họ Geometridae.